# コビレゴンドウ
コビレゴンドウ（小鰭巨頭、学名：Globicephala macrorhynchus）は鯨偶蹄目マイルカ科ゴンドウクジラ属の種。

## 分布
熱帯および温帯の世界中の海域。近縁種のヒレナガゴンドウ（高緯度海域に生息）とは、生息範囲がほとんど重複しない。

## 形態
体長は5-7m、体重は1-1.8t。オスはメスの2倍の体重がある。体色は青灰色～黒。胸びれは細く鎌形で、背びれは低く丸い。目の後ろと背びれには白いスジ模様がある。

## 生態
高度な社会性を有し、群れを形成する。主食は深海のイカやタコで、夜間に採食する。500ｍ以上深くまで潜ることもしばしばあり、水中に15分以上とどまることができる。妊娠期間は14.5-15ヶ月、産子数は1。